# Mối tình đầu (phim truyền hình Hàn Quốc năm 1996)
Mối tình đầu (tiếng Hàn: 첫사랑; Romaja: Cheot Sarang, tên tiếng Anh: First love) là một bộ phim truyền hình Hàn Quốc do đài truyền hình KBS sản xuất, phát sóng lần đầu tiên trên kênh KBS2 vào năm 1996.
Phim xếp vị trí thứ hai trong số các phim truyền hình Hàn Quốc được yêu thích nhất mọi thời đại, dựa trên xếp hạng số người xem trên mỗi tập, lên tới 65.8% vào lần cuối cùng phát sóng ngày 20 tháng 4 năm 1997. Xếp hạng trung bình tổng hợp là 52.6%.
Mối tình đầu được trình chiếu tại Việt Nam vào năm 1999. Đây là bộ phim Hàn Quốc đầu tiên được trình chiếu ở Việt Nam, tạo ra làn sóng phim Hàn Quốc.

## Vai diễn

### Nhân vật chính
- Lee Seung-yeon (이승연) trong vai Lee Hyo-kyung (이효경)
- Choi Soo-jong (최수종) trong vai Sung Chan-hyuk (성찬혁)
- Bae Yong-joon (배용준) trong vai Sung Chan-woo (성찬우)
- Park Sang-won (박상원) trong vai Kang Suk-jin (강석진)

### Gia đình Chan-ok
- Kim In-moon (김인문) trong vai Sung Duk-bae (성덕배)
- Song Chae-hwan (송채환) trong vai Sung Chan-ok (성찬옥)
- Son Hyun-joo (손현주) trong vai Ju Jung-nam (주정남)

### Gia đình Hyo-kyung
- Jo Kyung-hwan (조경환) trong vai Lee Jae-ha (이재하)
- Yoon Mi-ra (윤미라) trong vai mẹ của Hyo-kyung
- Ahn Seung-hun (안승훈) trong vai Song Wan-ki (송왕기)

### Gia đình Suk-jin
- Jeon Yang-ja (전양자) trong vai Chủ tịch Jun
- Choi Ji-woo (최지우) trong vai Kang Suk-hee (강석희)
- Jeon Woon (전운) trong vai Kang Man-hee (강만희)

### Các nhân vật khác
- Lee Hye-young (이혜영) trong vai Park Shin-ja (박신자)
- Bae Do-hwan (배도환) trong vai Oh Dong-pal (오동팔)
- Park Jung-soo trong vai mẹ của Shin-ja
- Kim Tae-woo trong vai Park Hyung-ki
- Song Hye-kyo (송혜교) trong vai Jung Ah (정아)
- Park Sang-min
- Lee Kyung-shim
- Park In-hwan
- Cha Tae-hyun (차태현)

## Truyền hình quốc tế
Nhờ sự nổi tiếng của Bae Yong-joon trong phim Bản tình ca mùa đông, Mối tình đầu đã được phát sóng ở Nhật Bản trên kênh NHK vào năm 2005.
Mối tình đầu được trình chiếu tại Việt Nam vào năm 1999. Đây là bộ phim Hàn Quốc đầu tiên được trình chiếu ở Việt Nam, tạo ra làn sóng phim Hàn Quốc tràn vào Việt Nam.
Mối tình đầu được Đài Truyền hình Việt Nam phát sóng lại vào 19h00 hàng ngày từ 22 tháng 5 năm 2014 trên kênh VTV2.